# Moabosaurus
Moabosaurus (лат., буквально: моабский ящер) — род динозавров-завропод из клады Turiasauria, чьи окаменелые остатки найдены в нижнемеловых отложениях на территории штата Юта (США). Moabosaurus был квадрупедальным растительноядным ящером, имел крупное тело с длинным хвостом и шеей, которая оканчивалась относительно маленькой головой (что характерно для завропод).

## Открытие и название
Остатки Moabosaurus были обнаружены в США, в карьере Далтон Уэллс, в геологической формации Сидар Маунтин (en:Cedar Mountain Formation), что находится примерно в 20 километрах к северо-западу от города Моаб (Юта). В отложениях находились неполные остатки 18 особей (если судить по черепным коробкам), всего было найдено около 5500 костей. Многие кости оказались фрагментарными из-за раздроблений, вызванных растаптыванием, на что указывают царапины и характер раздробления. Другая причина повреждения костей заключалась в насекомых — личинки жуков проели участки костей, находившиеся в контакте с почвой, что доказывают отверстия-ходы и отметины мандибул. Позже остатки были смыты течением и осели в отложениях, сформировавшихся из материала находящейся ниже формации Моррисон. Исходя из результатов исследования кристаллов циркона из карьера Далтон Уэллс, отложениям примерно 125 млн лет, это показывает, что Moabosaurus жил в аптском веке меловой эпохи.
Название рода было дано в честь близлежащего города Моаб, вида (utahensis) — в честь штата Юта.

## Систематика
Филогенетический анализ, данный в статье описания, показывал, что Moabosaurus — это базальный неозавропод-титанозавриформ из клады Macronaria. В отличие от других завроподов-титанозавриформ, он имел позвонки с толстыми стенками и воздушными камерами, как у прочих базальных Macronaria, но в то же время отличался лопатчатыми зубами, подобно камаразавру. Однако, новое исследование в 2017 определило его в кладу Turiasauria, то есть за пределы Neosauropoda. Moabosaurus имеет общие с туриазавром особенности строения черепа, их роднят раздвоенные шейные рёбра и низкие выступы на шейных и передних спинных позвонках, а также ярко выраженная процельность хвостовых позвонков.